# Xylocopa euxantha
Xylocopa euxantha är en biart som beskrevs av Cockerell 1933. Xylocopa euxantha ingår i släktet snickarbin, och familjen långtungebin. Inga underarter finns listade i Catalogue of Life.